# Marcel Ankoné

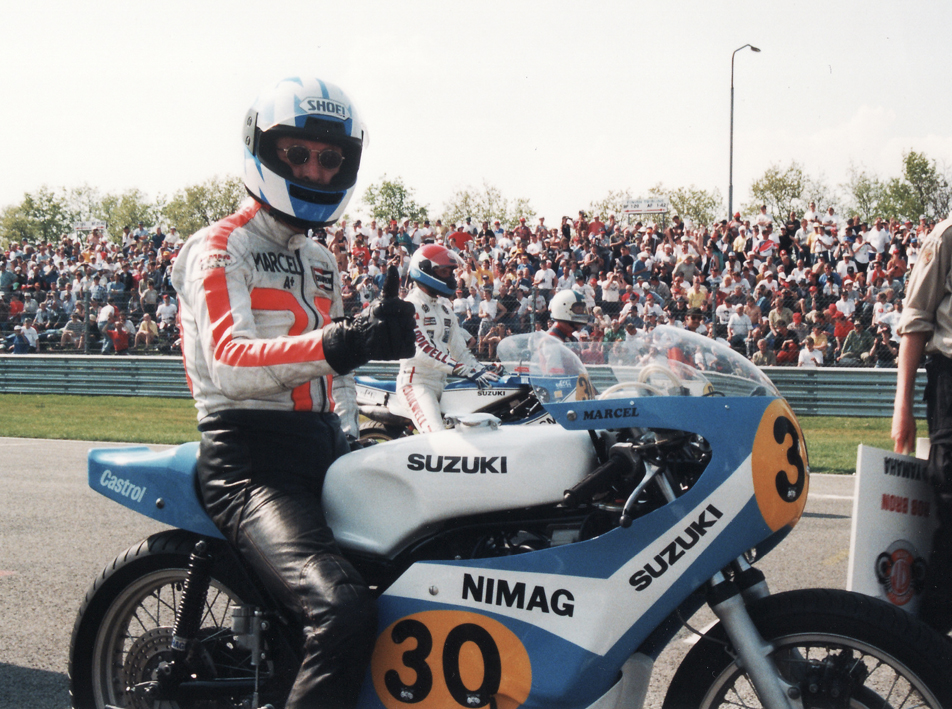
Centennial TT Assen 1998

Marcel Ankoné (Oldenzaal, 22 september 1948) is een Nederlands oud-motorcoureur.

## Biografie
Ankoné koopt in 1968 zijn eerste motor, een Kawasaki 350 cc. Zijn eerste wedstrijden zijn in 1970 in Nederland. In september 1970 wordt hij derde van het Nederlands kampioenschap wegrace. In januari 1971 ontvangt hij de B-licentie, waarmee hij ook in kleinere internationale wedstrijden mag starten. In 1971 schaft hij een Yamsel 250 cc aan. In 1971 staat hij na vier wedstrijden op de tweede plaats in het Nederlands kampioenschap en ontvangt daardoor de A-licentie, die hem startrecht geeft in alle internationale wedstrijden, waaronder het wereldkampioenschap wegrace. In het Nederlands kampioenschap eindigt hij in de 250cc-klasse op de tiende plaats en in de 350cc-klasse op de vijfde plaats.
In 1972 koopt Ankoné een Yamsel 350 cc. Hij wint verschillende races, zoals in Vessem, Asten, Voerendaal en Oosterwolde en wordt dat jaar Nederlands kampioen in de 350cc-klasse. Ook begint hij deel te nemen aan het wereldkampioenschap. In dat jaar wordt hij zowel in de 250 cc als de 350 cc 25e in het klassement.
In 1973 wordt Gerrit Veldscholten zijn vaste monteur. Dit zal hij blijven gedurende Ankoné's gehele racecarrière. Ankoné rijdt verschillende races in binnen en buitenland en wordt op Zandvoort eerste in de 250cc- en tweede in de 350cc-klasse. In het wereldkampioenschap wordt hij 19e in de 350 cc en 28e in de 500 cc.
In 1974 verkoopt Ankoné de Yamsel 250 cc en begint te rijden op Suzuki 500 cc en 750 cc van Suzuki-importeur Nimag. Hij wint verschillende races in Nederland, zoals in Alkmaar in de 500 cc en in Zandvoort in de 500 cc en de 750 cc. Later dat jaar breekt hij tijdens de TT van Assen zijn pols en bovenbeen, waardoor het raceseizoen voortijdig eindigt voor hem.
In 1975 rijdt Ankoné samen met Wil Hartog, Boet van Dulmen en Rob Bron de Daytona 200 race. Hij eindigt op de 20e plek als eerste Nederlander. Hij rijdt veel races in Nederland en eindigt in het Nederlands kampioenschap als 6e in de 350cc-, als 7e in de 500cc- en als eerste in de 750cc-klasse.
In 1976 wordt de Suzuki Twin vervangen voor een viercilinder Suzuki RG 500. De 350 cc Yamsel wordt vervangen voor de Yamaha 250 cc. In het Nederlands Kampioenschap wordt Ankoné tweede in de 500 cc. Tijdens de Grand Prix race op Spa-Francorchamps wordt hij 3e in de 500cc-klasse. In het eindklassement van het WK wordt hij 11e in de 500cc-klasse.
1977 wordt een jaar met meerdere valpartijen, wat Ankoné doet besluiten om te stoppen met racen.

## Resultaten
|                     | 1972   | 1972   | 1973   | 1973   | 1973   | 1974   | 1974   | 1974   | 1975   | 1975   | 1975   | 1976   | 1976   | 1976   | 1977   |
|                     | 250 cc | 350 cc | 250 cc | 350 cc | 500 cc | 350 cc | 500 cc | 750 cc | 350 cc | 500 cc | 750 cc | 250 cc | 350 cc | 500 cc | 500 cc |
|                     | Yamsel | Yamsel | Yamsel | Yamsel | Yamsel | Yamsel | Suzuki | Suzuki | Suzuki | Suzuki | Suzuki | Yamaha | Suzuki | Suzuki | Suzuki |
| ------------------- | ------ | ------ | ------ | ------ | ------ | ------ | ------ | ------ | ------ | ------ | ------ | ------ | ------ | ------ | ------ |
| GP West-Duitsland   | DNF    | DNF    |        |        |        |        |        |        |        | 11e    | 9e     |        |        | 5e     | DNF    |
| GP Oostenrijk       | DNF    | DNF    | 11e    | 9e     |        |        |        |        |        |        |        |        |        |        | DNF    |
| GP Joegoslavië      | 7e     |        |        | 6e     |        |        |        |        |        |        |        |        |        |        |        |
| GP Assen            | 12e    |        | DNF    | 11e    |        |        |        |        |        |        |        | 14e    |        | DNF    | DNS    |
| GP België           | 10e    |        | 15e    |        | 9e     |        | DNF    | DNF    |        |        |        |        |        | 3e     |        |
| GP Oost-Duitsland   |        | 6e     |        |        |        |        |        |        |        |        |        |        |        |        |        |
| GP Tsjechoslowakije | 11e    |        |        |        |        |        |        |        | 15e    | 7e     |        |        |        |        |        |
| GP Finland          |        | 10e    |        | 7e     |        |        |        |        |        |        |        |        | 13e    |        |        |
| GP Frankrijk        |        |        |        | DNF    |        | 16e    |        |        |        | 11e    |        |        |        |        |        |
| GP Spanje           |        |        |        |        | 5e     |        |        |        |        |        |        |        |        |        |        |
| GP Italië           |        |        |        |        |        |        |        |        |        |        |        |        |        | 6e     |        |
| GP Zweden           |        |        |        |        |        |        |        |        |        |        |        |        |        | 12e    |        |
| GP Venezuela        |        |        |        |        |        |        |        |        |        |        |        |        |        |        | DNF    |
| Eindstand           | 25e    | 25e    |        | 19e    | 28e    |        |        |        |        | 28e    | 30e    |        |        | 11e    |        |

## Periode na racecarrière
Na het beëindigen van zijn racecarrière gaat Ankoné werken voor Suzuki-importeur Nimag, waarvoor hij blijft werken tot zijn pensioen. In 1997 koopt hij zijn oude Suzuki 500 cc terug en doet mee aan de eerste Centennial TT in Assen in 1998. Hij rijdt daarna nog 20 jaar vele classic races in binnen- en buitenland. Eerst alleen op de 500 cc, later ook op de 750 cc. In 2019 neemt hij definitief afscheid van de racerij.

## Privé
Ankoné is getrouwd en vader van drie dochters, onder wie voormalig schaatsster Frédérique Ankoné.

## Galerij

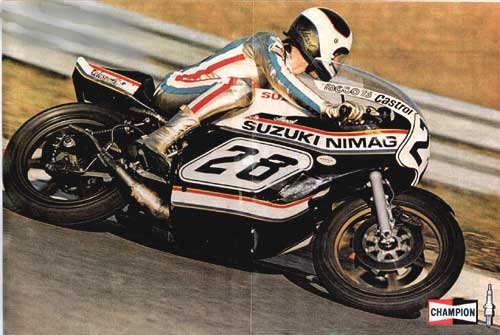
Daytona 200, 1975
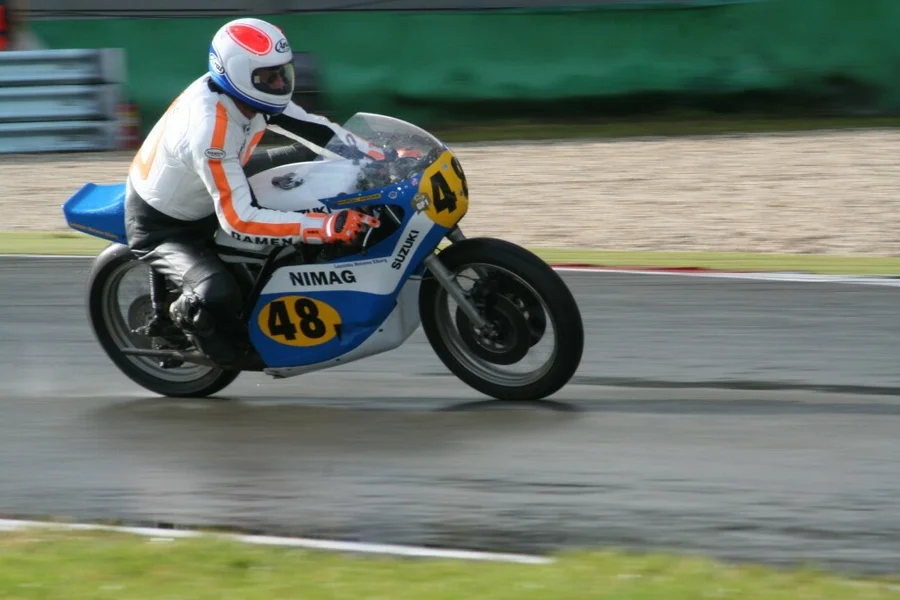
Daytona 200, 1975
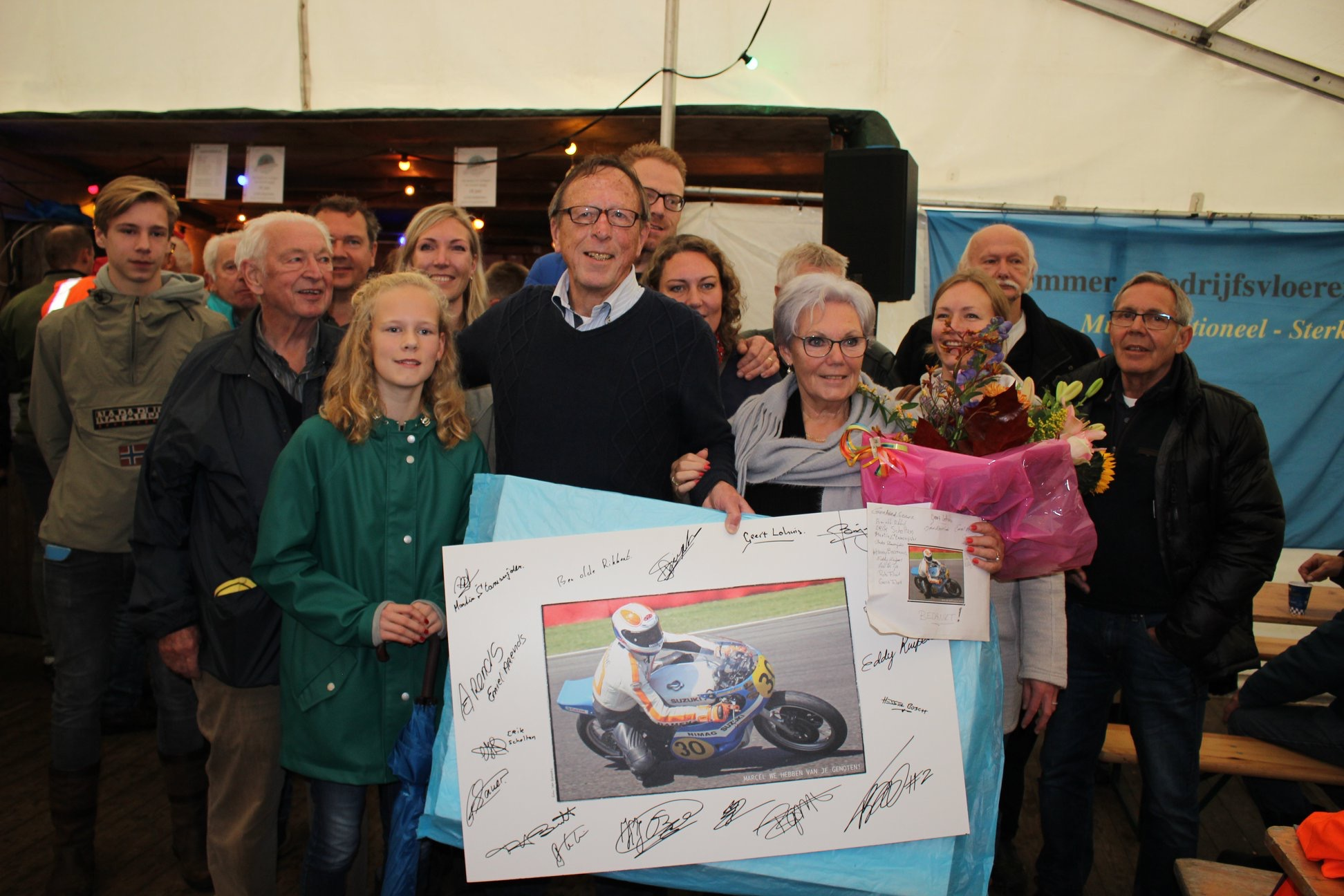
Raalte 2019: afscheid racerij